# Orientalsk despoti
Orientalsk despoti er idé, der i mange år spillede en stor rolle i den vestlige verdens billede af Orienten. Man forestillede sig, at den typiske styreform i Orienten var stærkt centraliseret, og regenten (kejseren) besad vilkårlig og ubegrænset magt som en despot. I dag spiller ideen om det orientalske despoti en meget begrænset rolle.
Ideen blev introduceret af Montesquieu i værket De l'esprit des lois fra 1748. I skildringen af det orientalske despoti i Kina kunne han fremføre en stærk kritik af det enevældige Frankrig, som han selv boede i, uden at direkte at have angrebet styret. Senere førte Karl Marx ideen videre og talte om en særlige asiatisk produktionsmåde som forudsætningen for det orientalske despoti. I naturlig forsættelse heraf udgav historikeren Karl August Wittfogel i 1957 Oriental despotism. A comparative study of total power, hvor han også inddrog lignende ideer fra Max Weber og fremlagde ideen om hydraulisk despoti.